# Henryk Czorny
Henryk Czorny (ur. 22 maja 1907 w Bukowie, zm. 11 kwietnia 1965 w Leeds) – polski duchowny rzymskokatolicki.

## Życiorys
Urodził się 22 maja 1907 w Bukowie. Uczestniczył w powstaniu śląskim. W 1931 otrzymał święcenia prezbiteratu. Pracował jako katecheta w Siemianowicach Śląskich. Otrzymał tytuł kanonika. Został przeniesiony z pospolitego ruszenia do rezerwy i mianowany kapelanem rezerwy ze starszeństwem z dniem 1 stycznia 1939 i 449. lokatą w duchowieństwie wojskowym wyznania rzymskokatolickiego.
W Wojsku Polskim przed 1939 był kapelanem w Ośrodku Zapasowym Kawalerii „Hrubieszów”. Podczas II wojny światowej był kapelanem w Samodzielnej Brygadzie Strzelców Karpackich oraz 6 pułku pancernym „Dzieci Lwowskich”, w szeregach którego brał udział w kampanii włoskiej, w tym w walkach w bitwie o Monte Cassino. Później awansował na starszego kapelana i został wyznaczony na stanowisko szefa służby duszpasterskiej wyznania rzymsko-katolickiego 2 Warszawskiej Dywizji Pancernej.
Po wojnie osiadł w Wielkiej Brytanii. Był kapłanem w Leeds, gdzie prócz obowiązków duszpasterskich udzielał się na rzecz jednoczenia społeczności polskiej. Pełnił funkcję prezesa Koła Żołnierzy 6 pułku pancernego „Dzieci Lwowskich”. Zmarł 11 kwietnia 1965 w Leeds.

## Ordery i odznaczenia
- Krzyż Srebrny Orderu Virtuti Militari[2] nr 11313
- Krzyż Walecznych po raz pierwszy[6][2]
- Złoty Krzyż Zasługi z Mieczami[4][1]